# Hernando Casanova
Pour les articles homonymes, voir Casanova (homonymie).
Hernando Casanova Escobar connu sous le nom d'El Culebro Casanova (Neiva, Huila, 21 avril 1945 - Bogotá D.C., 24 octobre 2002),,, était un acteur, réalisateur, chanteur et présentateur colombien. Il est considéré comme l'un des précurseurs de la comédie et l'un des acteurs les plus importants de l'histoire de la Colombie,. Sa polyvalence en tant qu'acteur l'a amené à devenir l'une des plus grandes icônes du jeu en Colombie. Il était considéré à l'apogée de sa carrière comme le meilleur acteur de Colombie. Au cours d'une carrière s'étalant sur plus de quatre décennies, il a reçu plusieurs reconnaissances pour ses réalisations artistiques, notamment une nomination en tant qu "acteur de révélation" 'aux Ondra en Espagne et un prix du "meilleur acteur dramatique" à l'APE.
Casanova a débuté comme chanteur au Club del Clan (1966) puis a fait ses débuts en tant qu'acteur avec un rôle mineur dans Cartas a Beatriz (1969). Plus tard, sa carrière a acquis une reconnaissance nationale pour son rôle de Hernando María de las Casas dans la série télévisée Yo y tú (1975) d'Alicia del Carpio. Il a été largement acclamé et reconnu grâce à son rôle en tant qu'Eutimio Pastrana Polanía de Don Chinche (1982) de Pepe Sánchez. Nourri de l'idiosyncrasie de son peuple natal, il est devenu l'une des figures les plus représentatives et les plus influentes de l'histoire de la télévision colombienne. De même, Casanova a été un pionnier dans le format des esquisses lorsqu'il dirigeait, écrivait et agissait dans Los Meros Recochan Boy’s, une section de la série à succès de Jimmy Salcedo, El Show de Jimmy (1971). Ses autres rôles les plus notables incluent Salomón dans Embrujo Verde (1977), son rôle principal dans Farsán (1983), en tant que présentateur dans El tiempo es oro, su pueblo gana (1986), Wilson Rodríguez dans El Pasado no perdona (1991), Yardines Murillo dans Perro Amor (1998) et Vicente Secretario dans Amor a mil (2001). Au cinéma, Casanova était l'acteur phare du cinéaste chilien Dunav Kuzmanich, le nommant même "le meilleur acteur colombien de tous les temps". Casanova a joué dans des films tels que Canaguaro (1981), La agonía del difunto (1982), Mariposas S.A (1986) et Apocalipsur (2007).
En 2015, ses enfants ont commencé la production d'un documentaire sur sa vie intitulé El Culebro: La historia de mi papá. Le film raconte la vie de l'acteur du point de vue de son plus jeune fils, Nicolás Casanova. Il a été présenté le 20 septembre 2017 au Eureka Festival Universitario. Le documentaire a reçu des critiques favorables et a été largement reçu par le public colombien, soulignant son importance historique. Par la suite, le film a été diffusé sur l'émission de télévision Entre Ojos de Caracol Televisión, devenant le programme le plus regardé de son créneau horaire ce jour-là. En outre, El Culebro: La exhibición, un échantillon de photographies, clips vidéo, reconnaissances et costumes des personnages de Casanova dans La casa del Huila à Bogotá, a eu lieu.
La vie privée controversée de Casanova a reçu beaucoup d'attention. Ses fêtes, son désordre et ses excès l'ont amené à lutter contre la dépression et l'anxiété. Il a été marié deux fois et a eu cinq enfants. Il est décédé le 24 octobre 2002 d'une crise cardiaque soudaine à la Fundación Cardioinfantil de Bogotá. Sa mort était un deuil national et était considérée comme une perte inestimable dans le secteur du divertissement colombien.

## Origines familiales et formation
Hernando Casanova est né à Neiva, dans le département de Huila, en Colombie, le 21 avril 1945. Il est le seul garçon de ses parents, Blanca Casanova et Guillermo Escobar. Sa mère lui a donné son nom de famille car son père ne le reconnaissait pas légalement. Casanova a fréquenté l'école Santa Librada à Neiva et il a abandonné ses études après la neuvième année. À l'âge de seize ans, il a rejoint l'Armée nationale colombienne dans le corps des Marines. Outre ses fonctions de militaire, il se produit avec les soldats dans plusieurs pièces de théâtre, comédies musicales et défilés de mode. Cependant, deux mois plus tard, alors qu'il servait à Buenaventura, il a déserté. Peu après, il s'est rendu et a été transféré à Bogota pour suivre un cours pour sous-officiers. Pendant son séjour dans l'armée, il est devenu champion olympique de lutte et de boxe poids plume dans l'unité du génie militaire. Plus tard, il s'est installé à Yaguará, en Colombie, pour travailler comme enseignant pour des élèves de cinquième année.
Dès son plus jeune âge, Casanova montre une fascination pour le monde du spectacle. Il a joué plusieurs pièces de théâtre à son école de Neiva, dont une pièce sur Adam et Eve, où Casanova jouait le rôle d'Eve. A l'âge de onze ans, il s'échappait de l'école pour rejoindre le cirque ou participer au programme Ondas del Huila de la RCN où il chantait le soir. Il a également participé à une émission de radio intitulée El Mundo infantil, dans laquelle il mettait en scène des histoires basées sur des événements réels. Plus tard, Casanova a rejoint la compagnie de théâtre de Carlos Emilio Campos. Ses débuts en tant qu'acteur ont eu lieu dans sa ville natale de Neiva, au milieu d'une dispute entre un acteur et Carlos Campos. L'acteur a démissionné et c'est Casanova qui l'a remplacé. Après cela, il a parcouru le pays avec la troupe de théâtre. Hernando Casanova n'a jamais suivi de cours d'art dramatique, mais il était un consommateur avide de cinéma et était convaincu que l'on pouvait apprendre beaucoup de choses dans les salles de cinéma.